# Edmond Guénette
Edmond Guénette,,, est un révolutionnaire Québécois.

## Biographie
Il est le 9e d'une famille ouvrière de 11 enfants vivant dans l'est de Montréal.
Il commence à travailler à l'âge de 16 ans, tout en poursuivant ses études le soir à l'école commerciale. Il devient ensuite employé à la Northern Electric (devenue aujourd'hui Nortel).
Il devient membre de l'Armée révolutionnaire du Québec et participe au raid du 29 août 1964 contre une armurerie de Montréal. Il réussit à s'enfuir, mais est arrêté 3 jours plus tard.
Il est condamné à mort pour meurtre qualifié, après un long procès, le 21 mai 1965, avec François Schirm, sa sentence est commuée en prison à vie en novembre 1968 à la suite d'un nouveau procès. Il a purgé 11 ans de prison.
Lors de la crise d'Octobre, il sera l'un des 23 détenus dont le FLQ demande la libération en échange de celle du diplomate James Richard Cross.